# Kumaga
Kumaga è un villaggio del Botswana situato nel distretto Centrale, sottodistretto di Boteti. Il villaggio, secondo il censimento del 2011, conta 758 abitanti.

## Località
Nel territorio del villaggio sono presenti le seguenti 9 località:
- Borakanelo,
- Bosobeya di 25 abitanti,
- Khudiedom,
- Kumaga Wildlife Office di 15 abitanti,
- Leroo-la-Tau Safari Camp di 25 abitanti,
- Marotobolo di 36 abitanti,
- Ngamisane di 50 abitanti,
- Nxwee di 14 abitanti,
- Senagomo